# Olnispagården
Olnispagården i Sälen är en hembygdsgård i Transtrands socken i Malung-Sälens kommun i Dalarna. Den 19 mars 1922 startade det första Vasaloppet vid Olnispagården.